# Mehtilda Urleb
Mehtilda Urleb, slovenska arheologinja, * 27. marec 1931, Maribor.

## Življenje in delo
Osnovno šolo in gimnazijo je obiskovala v rojstnem kraju. Po maturi leta 1951 je na Univerzi v Ljubljani študirala arheologijo v skupini za prazgodovino in staroslovansko arheologijo. Diplomirala je leta 1955 in se še istega leta zaposlila v Notranjskem muzeju v Postojni kot kustos za arheologijo. Leta 1957 je opravila strokovni izpit, postala 1972 višji kustos, 1974 muzejski svetovalec in 1976 višji strokovni svetnik. V letih 1965−1975 je bila ravnateljica Notranjskega muzeja, po njegovi ukinitvi 1975 in pridružitvi notranjske muzejske dejavnosti k Inštitutu za raziskovanje Krasa, ki je kasneje deloval v okviru ZRS SAZU. V Okviru Inštituta za raziskovanje Krasa se je izoblikovala Kraška muzejska zbirka, njen vodja do upokojitve 1990 pa je Mehtilda Urleb.
Leta 1990 je bil ponovno oživljen Notranjski muzej, ki je bil sicer ustanovljen 1947, v njem je bila Urlebova dolga leta edini šolani strokovnjak. Ob arheološkem delu je organizacijsko skrbela tudi za vse druge oblike muzejske dejavnosti, predvsem prirejanjem razstav. Arheološko zbirko Notranjskega muzeja je postavila na noge s sistematičnim topografskim pregledom Notranjske. Sodelovala je tudi doslej najobsežnejšem skupnem delu slovenske arheologije s prispevki o notranjskih arheoloških središčih, prav tako pa je bila soudeležena v nič manj odmevnem raziskovanju poznoantičnih utrdb in zapor na področju med Kvarnerskim zalivom in Baško grapo. Njena bibliografija obsega 68 člankov, knjig ter strokovnih in znanstvenih monografij.

## Izbrana bibliografija
- Claustra Alpium Juliarum. 1, Fontes(COBISS)
- Križna gora pri Ložu : halštatska nekropola = Hallstattzeitliches Gräberfeld Križna gora (COBISS)
- Kraška muzejska zbirka(COBISS)